# 上迳镇
上迳镇是中国福建省福州市福清市下辖的一个镇。

## 行政区划
上迳镇下辖以下地区：
洋中村、油塘村、东林村、树林村、上迳村、梧岗村、南湾村、县圃村、海头村、牌边村、岭胶村、下井村、前宅村、官元村、玉屿村和山兜村。